# G3: Live in Tokyo
„G3: Live in Tokyo“ е албум на проекта G3, създаден от Джо Сатриани. В този албум в състава на G3 влизат Джо Сатриани, Стив Вай и Джон Петручи. По време на това турне Петручи промотира дебютния си албум „Suspended Animation“. Издадено е и DVD, в което са включени и допълнителни материали (саундчек и коментари на тримата китаристи).

### CD

#### Диск едно

##### Джон Петручи
Всички песни са написани от Джон Петручи
1. „Glasgow Kiss“ – 9:18
2. „Damage Control“ – 10:31

##### Стив Вай
Всички песни са написани от Стив Вай
1. „The Audience Is Listening“ – 8:59
2. „Building the Church“ – 6:09
3. „K'm-Pee-Du-Wee“ – 9:16

#### Диск две

##### Джо Сатриани
Всички песни са написани от Джо Сатриани
1. „Up in Flames“ – 8:56
2. „Searching“ – 8:44
3. „War“ – 6:37

##### G3 джем
1. „Foxy Lady“ – 10:43 (Джими Хендрикс) (в DVD е направена грешка и песента е под името „Foxey Lady“)
  - Кавър на The Jimi Hendrix Experience
2. „La Grange“ – 9:18 (Били Гибсън, Дъсти Хил, Франк Биърд)
  - Кавър на ZZ Top
3. „Smoke on the Water“ – 12:33 (Иън Гилън, Ричи Блекмор, Роджър Глоувър, Джон Лорд, Иън Пейс)
  - Кавър на Дийп Пърпъл

### DVD

#### Джон Петручи
1. „Glasgow Kiss“
2. „Damage Control“

#### Стив Вай
1. „The Audience Is Listening“
2. „Building the Church“
3. „K'm-Pee-Du-Wee“

#### Джо Сатриани
1. „Up in Flames“
2. „Searching“
3. „War“

#### G3 джем
1. „Foxy Lady“
2. „La Grange“
3. „Smoke on the Water“

#### Бонус
- Саундчек (15:01) с коментари на Сатриани, Вай и Петруци.

## Състав

### Джо Сатриани
- Джо Сатриани – соло китара
- Глен Хенсън – ритъм китара
- Мат Байсънт – бас
- Джеф Кампители – барабани

### Стив Вай
- Стив Вай – соло китара
- Дейв Уейнър – ритъм китара
- Били Шиън – бас
- Тони МакАлпин – клавишни, китара
- Джереми Колсън – барабани

### Джон Петручи
- Джон Петручи – китара
- Дейв Ларул – бас
- Майк Портной – барабани

### G3 джем
- Джо Сатриани – китара, вокали на „Foxy Lady“
- Стив Вай – китара
- Джон Петручи – китара
- Мат Байсънт – бас, водещи вокали на „Smoke on the Water“
- Били Шийн – бас на „La Grange“ и „Smoke on the Water“, вокали на „La Grange“, беквокали на „Smoke on the Water“
- Майк Портной – барабани на „Foxy Lady“
- Джеф Кампители – барабани на „La Grange“ и „Smoke on the Water“

|  | Тази страница частично или изцяло представлява превод на страницата G3: Live in Tokyo в Уикипедия на английски. Оригиналният текст, както и този превод, са защитени от Лиценза „Криейтив Комънс – Признание – Споделяне на споделеното“, а за съдържание, създадено преди юни 2009 година – от Лиценза за свободна документация на ГНУ. Прегледайте историята на редакциите на оригиналната страница, както и на преводната страница, за да видите списъка на съавторите. ВАЖНО: Този шаблон се отнася единствено до авторските права върху съдържанието на статията. Добавянето му не отменя изискването да се посочват конкретни източници на твърденията, които да бъдат благонадеждни. |